# Denisa Šátralová
Denisa Šátralová geborene Allertová (* 7. März 1993 in Prag) ist eine tschechische Tennisspielerin. Im August 2019 heiratete Denisa ihren langjährigen Freund Jan Šátral und nennt sich nunmehr Denisa Šátralová.

## Karriere
Šátralová, in deren Familie seit mehreren Generationen Tennis gespielt wird, gewann bislang zehn Einzel- und zwei Doppeltitel auf ITF-Turnieren. Ihre Mutter Kamila Allertová war zu Beginn ihre Trainerin. Als Juniorin stand Denisa Šátralová 2011 mit Klára Fabíková im Semifinale der Australian Open, und sie erreichte 2010 in Wimbledon die dritte Runde im Einzel.
Mit ihrem Titelgewinn beim ITF-Turnier von Siófok im Juni 2014 gelang ihr erstmals der Sprung in die Top 200. Nach ihrem Turniersieg in Alphen aan den Rijn im September 2014 wurde sie kurz darauf auf Position 141 der Einzelweltrangliste geführt.
Im Januar 2015 konnte sich Šátralová bei den Australian Open zum ersten Mal bei einem Grand-Slam-Turnier für das Hauptfeld qualifizieren. Hier besiegte sie die Chinesin Zhang Shuai, bevor sie sich in der zweiten Runde nach drei Sätzen der Französin Alizé Cornet geschlagen geben musste. Nach diesem Turnier erreichte sie erstmals die Top 100 der Weltrangliste im Einzel. Im September 2015 erreichte sie mit Position 73 eine neue Bestmarke.
Šátralová debütierte im Februar 2015 mit einem Sieg im Doppel in der tschechischen Fed-Cup-Mannschaft in der Begegnung gegen Kanada.
Im Januar 2016 kam sie bei den Australian Open nach Siegen über die US-Amerikanerin Bethanie Mattek-Sands und die Deutsche Sabine Lisicki erstmals in die dritte Runde eines Grand-Slam-Turniers, in der sie gegen die Britin Johanna Konta ausschied. Im März 2016 erreichte Allertová mit Position 55 ihre bisher beste Platzierung in der Weltrangliste.

## Turniersiege

### Einzel
| Nr. | Datum             | Turnier             | Kategorie   | Belag     | Finalgegnerin         | Ergebnis       |
| --- | ----------------- | ------------------- | ----------- | --------- | --------------------- | -------------- |
| 1.  | 9. Dezember 2012  | Antalya             | ITF $10.000 | Sand      | Natalija Kostić       | 5:7, 7:5, 6:1  |
| 2.  | 20. Januar 2013   | Scharm asch-Schaich | ITF $10.000 | Hartplatz | Jewgenija Paschkowa   | 6:2, 4:6, 7:61 |
| 3.  | 23. März 2014     | Antalya             | ITF $10.000 | Hartplatz | Barbora Krejčíková    | 6:3, 6:2       |
| 4.  | 30. März 2014     | Antalya             | ITF $10.000 | Hartplatz | Bibiane Weijers       | 6:4, 6:3       |
| 5.  | 27. April 2014    | Istanbul            | ITF $50.000 | Hartplatz | Julija Bejhelsymer    | 6:2, 6:3       |
| 6.  | 14. Juni 2014     | Budapest            | ITF $25.000 | Sand      | Adrijana Lekaj        | 7:66, 7:63     |
| 7.  | 29. Juni 2014     | Siófok              | ITF $25.000 | Sand      | Martina Borecká       | 6:2, 6:3       |
| 8.  | 3. August 2014    | Pilsen              | ITF $25.000 | Sand      | Anastasija Wassyljewa | 6:1, 6:1       |
| 9.  | 7. September 2014 | Alphen aan den Rijn | ITF $25.000 | Sand      | Teliana Pereira       | 6:3, Aufgabe   |
| 10. | 12. März 2017     | Zhuhai              | ITF $60.000 | Hartplatz | Zheng Saisai          | 6:3, 2:6, 6:4  |

### Doppel
| Nr. | Datum         | Turnier | Kategorie   | Belag     | Partnerin        | Finalgegnerinnen               | Ergebnis |
| --- | ------------- | ------- | ----------- | --------- | ---------------- | ------------------------------ | -------- |
| 1.  | 6. April 2014 | Antalya | ITF $10.000 | Hartplatz | Chantal Škamlová | Melis Sezer İpek Soylu         | 6:2, 6:1 |
| 2.  | 27. Juni 2014 | Siófok  | ITF $25.000 | Sand      | Chantal Škamlová | Martina Borecká Petra Krejsová | 6:1, 6:3 |

## Abschneiden bei Grand-Slam-Turnieren

### Einzel
| Turnier         | 2014 | 2015 | 2016 | 2017 | 2018 | 2019 | 2020  | Karriere |
| --------------- | ---- | ---- | ---- | ---- | ---- | ---- | ----- | -------- |
| Australian Open | —    | 2    | 3    | 1    | AF   | Q1   | Q2    | AF       |
| French Open     | —    | 2    | 1    | —    | 1    | Q1   | —     | 2        |
| Wimbledon       | —    | 2    | 2    | 2    | 1    | —    | n. a. | 2        |
| US Open         | Q2   | 2    | 2    | 2    | —    | 1    | —     | 2        |

Zeichenerklärung: S = Turniersieg; F, HF, VF, AF = Einzug ins Finale / Halbfinale / Viertelfinale / Achtelfinale; 1, 2, 3 = Ausscheiden in der 1. / 2. / 3. Hauptrunde; Q1, Q2, Q3 = Ausscheiden in der 1. / 2. / 3. Runde der Qualifikation; n. a. = nicht ausgetragen

### Doppel
| Turnier         | 2015 | 2016 | Karriere |
| --------------- | ---- | ---- | -------- |
| Australian Open | —    | 1    | 1        |
| French Open     | 1    | —    | 1        |
| Wimbledon       | —    | 1    | 1        |
| US Open         | 1    | 1    | 1        |